# Кобили (Польща)
Кобили (пол. Kobyły, нім. Stuthof) — село в Польщі, у гміні Стольно Хелмінського повіту Куявсько-Поморського воєводства.
Населення — 138 осіб (2011).
У 1975-1998 роках село належало до Торунського воєводства.

## Демографія
Демографічна структура станом на 31 березня 2011 року:
|          | Загалом | Допрацездатний вік | Працездатний вік | Постпрацездатний вік |
| -------- | ------- | ------------------ | ---------------- | -------------------- |
| Чоловіки | 76      | 23                 | 51               | 2                    |
| Жінки    | 62      | 12                 | 42               | 8                    |
| Разом    | 138     | 35                 | 93               | 10                   |